# 銼鱗似馬面單棘魨
銼鱗似馬面單棘魨，為輻鰭魚綱魨形目鱗魨亞目單棘魨科的其中一種，為溫帶海水魚，分布於西南太平洋澳洲海域，棲息深度10-40公尺，體長可達34公分，棲息在礁石區，生活習性不明。

## 扩展阅读
維基物種上的相關：銼鱗似馬面單棘魨